# 洛根鎮區 (堪薩斯州迪金森縣)
洛根鎮區（英語：Logan Township）為美國堪薩斯州迪金森縣轄下的鎮區。2010年美国人口普查中此鎮區人口有216人。

## 地理
洛根鎮區涵蓋總面積為93.8平方（36.20平方英里），其中陸地面積為93.3平方（36.03平方英里），水域面積為0.44平方（0.17平方英里）或0.47%。海拔高度393（1,289英尺）。

## 人口統計
根據2010年美國人口普查，洛根鎮區人口有216人，其中男性有112人，女性有104人，人口密度為每平方公里2.30人，住房計93戶。鎮區內的白人有207人，非裔美國人有0人，美洲原住民有5人，亞裔美國人有0人，太平洋島裔美國人有0人，其他種族有2人，混血種族則有2人。此外鎮區內有2人為西班牙裔或拉丁裔美國人。此鎮區之年齡中位數為44.3歲，而男性年齡中位數為43.7歲，女性年齡中位數為44.7歲。

## 交通

### 主要公路
- 43號堪薩斯州州道